# Psoralea onobrychis
Psoralea onobrychis är en ärtväxtart som beskrevs av Thomas Nuttall. Psoralea onobrychis ingår i släktet Psoralea och familjen ärtväxter. Inga underarter finns listade i Catalogue of Life.